# Sitr-Haus

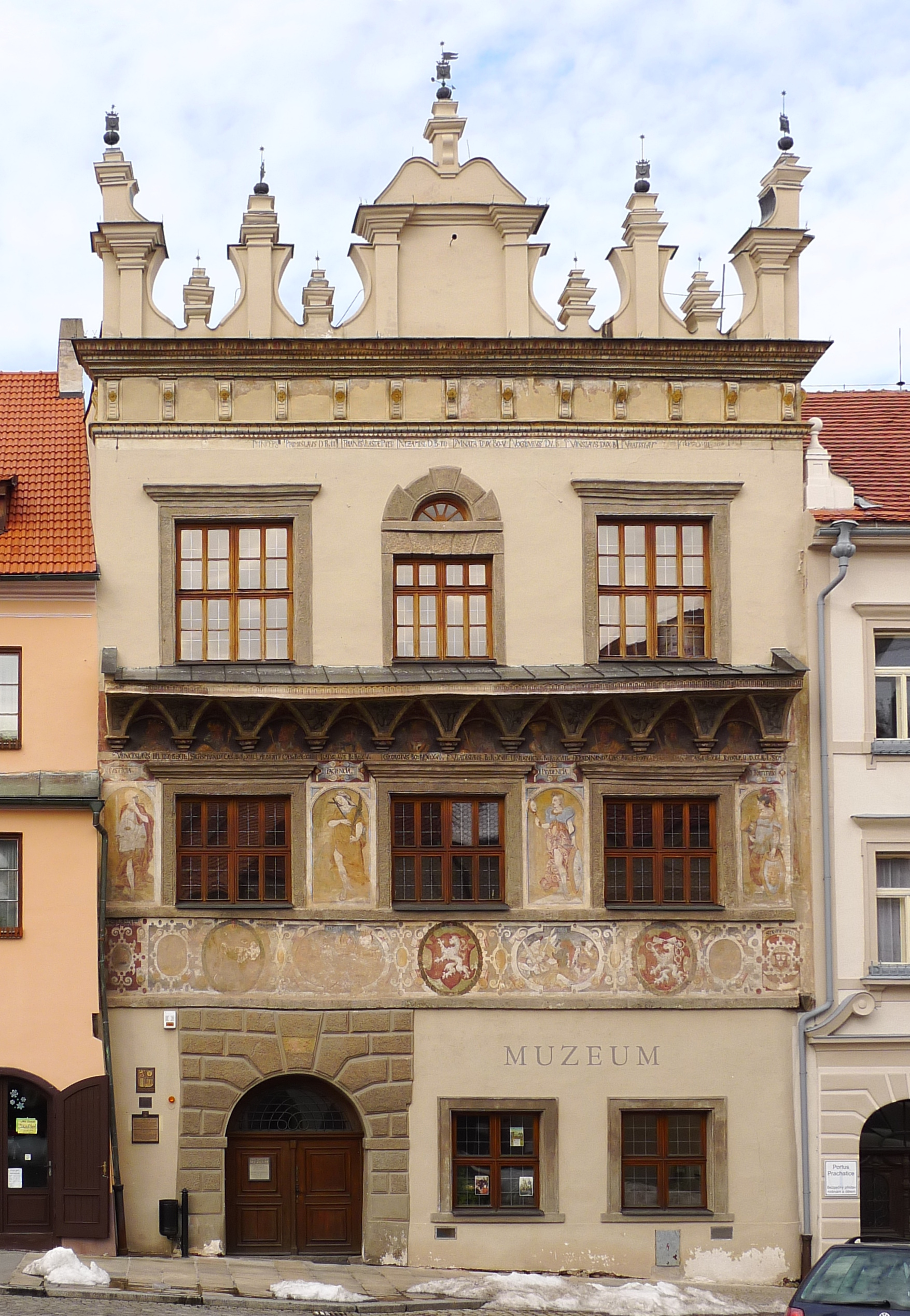
Sitrův-Haus in Prachatice

Das Sitr-Haus (tschechisch Sitrův dům nach Thomas Sitter, oder auch Žďárských dům, deutsch Sitter-Haus) in Prachatice (deutsch Prachatitz), einer Stadt in der Region Jihočeský kraj (Südböhmen) in Tschechien, ist ein im Kern gotisches Gebäude, das 1604 umgebaut wurde. Das ehemalige Wohnhaus an der Nordseite des Marktplatzes ist seit 3. Mai 1958 ein geschütztes Kulturdenkmal.

## Geschichte
Im Jahr 1581 kaufte Ambrosius Sitter (Ambrož Sittr) aus Wallern (Volary) die Innenstadt-Parzelle samt altem Haus für seinen Sohn Thomas Sitter (Tomáš Sytr). Als erfolgreicher Salzhändler ließ dieser im Jahr 1604 ein neues Gebäude von Baumeister Josef Fargit (Jozef Ffargit laut Inschrift) errichten. Fargit war italienischer Herkunft und zuvor schon in Budweis und am Schloss Koloděje nad Lužnicí tätig gewesen.
Das Ehepaar Josef und Františka Žďárský kaufte das Haus im Jahr 1865. 1885 wurde im Erdgeschoss ein Gasthaus und im ersten Stock ein Studentenwohnheim für Studenten des deutschen Gymnasiums eingerichtet. Im Jahr 1950 erwarb die Stadt Prachatice das Haus, das sich damals in schlechtem Zustand befand. Nach Renovierungsarbeiten fand am 5. Juli 1954 die feierliche Eröffnung des Stadtmuseums statt.

## Beschreibung
Zwischen und neben den drei großen Fenstern im ersten Obergeschoss sind die vier Allegorien Justitia (Gerechtigkeit), Patientia (Geduld), Prudentia (Klugheit) und Fortitudo (Tapferkeit) zu sehen. In den darüberliegenden Lünetten sind die zehn böhmischen Herrscher Wenzel IV. von Luxemburg, Sigismund, Albrecht II., Ladislaus Postumus, Georg von Podiebrad, Vladislav II. von Böhmen und Ungarn, Ludwig II. von Böhmen und Ungarn, Ferdinand I., Maxmilian II. und Rudolf II. abgebildet.

## Nutzung
Das Gebäude mit großen Fenstern und Fassadenmalerei wird heute als Stadtmuseum genutzt. Hier wird die Blütezeit der Stadt und der sogenannte Goldene Steig erklärt.